# Нижньопавлушкино
Ни́жньопавлу́шкино (рос. Нижнепавлушкино) — село у складі Бугурусланського району Оренбурзької області, Росія.

## Населення
Населення — 194 особи (2010; 296 у 2002).
Національний склад (станом на 2002 рік):
- мордва — 88 %